# 杉原政純
杉原 政純（すぎはら まさずみ、? - 寛政10年9月22日（1798年10月31日））は、備中国足守藩の家老見習。山の手杉原家第6代当主。
第5代当主杉原政春の子。通称は杢。子に杉原甫政、畑知勝、進藤義政、田那村康政。
安永元年（1772年）12月4日に相続して300石を給わる。同4年4月7日に家老見習となるが、同7年11月12日に隠居させられる。寛政9年（1797年）2月12日に仏参を許可され、翌年9月22日に病死した。